# Мальовниче (Кропивницький район)
Мальовни́че —  село в Україні, у Катеринівській сільській громадаі Кропивницького району Кіровоградської області. Населення становить 81 осіб.
Село лежить на обох берегах річки Водяна.

## Населення
Згідно з переписом УРСР 1989 року чисельність наявного населення села становила 73 особи, з яких 34 чоловіки та 39 жінок.
За переписом населення України 2001 року в селі мешкала 81 особа.

### Мова
Розподіл населення за рідною мовою за даними перепису 2001 року:
| Мова       | Відсоток |
| ---------- | -------- |
| українська | 92,59 %  |
| російська  | 7,41 %   |